# Ausbruch

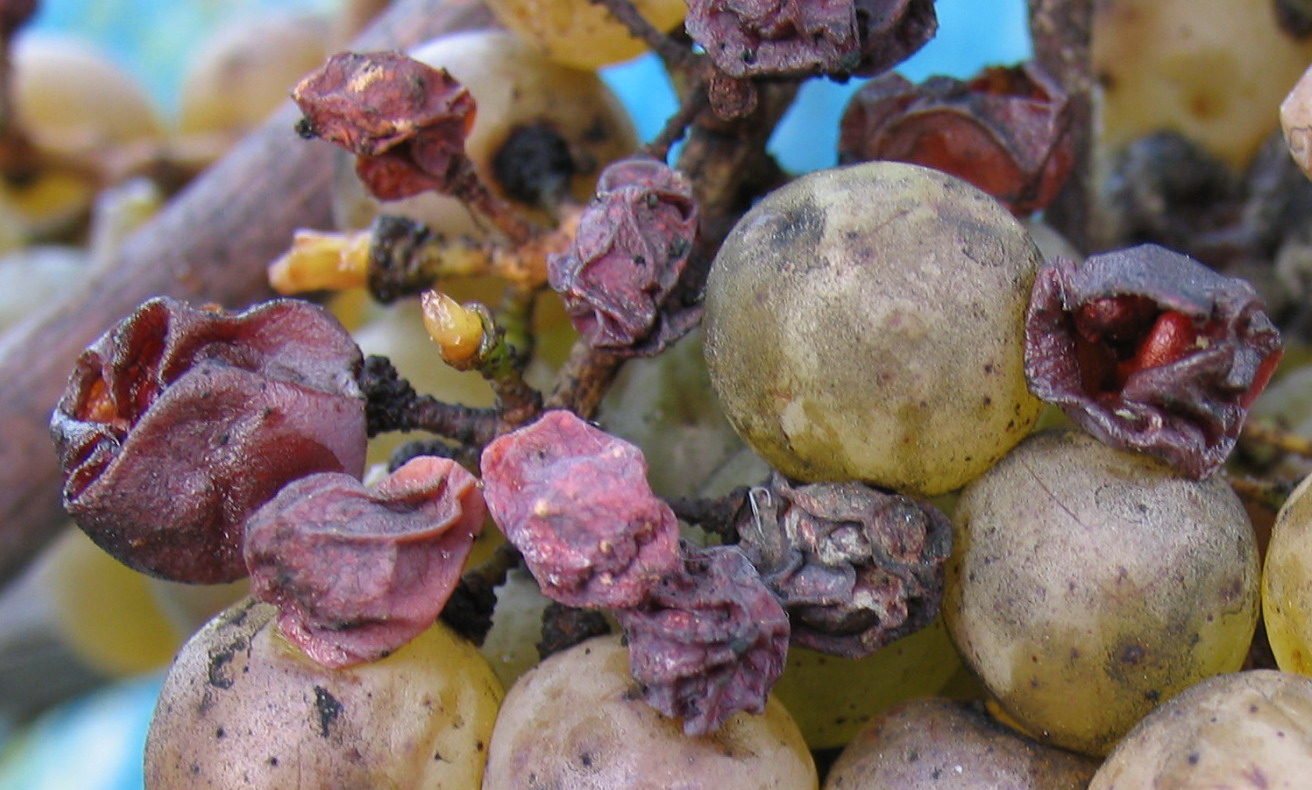
De met schimmel aangetaste druiven waarvan de Ausbruch-wijn gemaakt wordt.

Ausbruch is een kwalitatief hoogwaardige zoete wijn uit Oostenrijk waarvan de geschiedenis zeker teruggaat tot de 17e eeuw. Door bepaalde schimmelvorming op de gebruikte druiven, ontwikkelt zich een breed smaakpalet.

## Schimmel
Het woord Ausbruch komt van de “uitbraak” van een bijzondere schimmel die edele rotting bij de druiven voor deze wijn veroorzaakt. In Duitstalige gebieden wordt dit ook wel "Edelfaule" genoemd. In de Duitse wijnbouw bijvoorbeeld komt dit verschijnsel slecht enkele keren per decennium voor. In het Oostenrijkse Burgenland jaarlijks. Dit wordt veroorzaakt door onder andere herfstmist die er vaak optreedt. Het ondiepe Neusiedler Meer is de belangrijkste veroorzaker daarvan.
Een vergelijkbaar effect is er rondom het 150 kilometer zuidoostelijker gelegen Balatonmeer die dat heeft op bijvoorbeeld de Tokaji esszencia.

## Druiven, oogst en vinificatie
Het meest worden de druivensoorten Welschriesling, Chardonnay, Weißburgunder en Traminer voor deze wijn gebruikt. Het oogsten verloopt ongeveer net zo als bij trockenbeerenauslese. De met schimmel aangetaste druiven worden handmatig – in meerdere plukronden – verzameld.
Het suikergehalte van de most – uitgedrukt in graden KMW moet voor de vinificatie minimaal 27° zijn. Om het natuurlijke suikergehalte en de smaak-, geur- en kleurstoffen bij te sturen, mag men vers druivensap of wijn – van de kwaliteitsklasse Spätlese, Auslese of Beerenauslese – uit dezelfde kwaliteitswijngaard, toevoegen.

## De wijn
Een bekende Ausbruch is de Ruster Ausbruch. Een vereniging van deze wijn – de “Cercle Ruster Ausbruch” – stelt het KMW gehalte op minimaal 30°. Ook houdt de vereniging een lijst bij van jaren waarin de Ausbruch bijzonder goed is geslaagd.
De wijnboeren nemen voor het produceren van deze wijn grote risico’s:
- slechts één tiende van de druiven uit de wijngaard kan worden gebruikt,
- de opbrengst daaruit is vervolgens erg klein,
- hoge arbeidsintensiviteit door meerdere pluk-ronden,
- de zeer kwetsbare aangetaste druiven kunnen bij een stevige regenbui vernield worden,

Bij elkaar maakt het dat dit type wijn kostbaar is.
In de classificatie zoals deze in de Oostenrijkse wijnbouw is vastgelegd, staat deze als predicaatswijn – samen met Beerenauslese en Stroh-/Schilfwein – tussen Auslese en de Trockenbeerenauslese in.